# Port lotniczy Meigs Field
Airport Field Merrill C. Meigs to lotnisko istniejące w latach (1948–2003) w Chicago, USA przy brzegu jeziora Michigan.
Kody lotniska: (IATA: CGX, ICAO: KCGX)
Zbudowane na wyspie Northerly (półwysep utworzony sztucznie w 1933–1934), posiadało jeden pas startowy. Port lotniczy został otwarty 10 grudnia 1948, a w 1952 zbudowano wieże kontroli lotów. W pełni ukończony i oddany do użytku w 1961. Lotnisko nazwane od Merrill C. Meigs, wydawcy Chicago Herald i Examiner znawcy i propagatora lotnictwa.
W Chicago znajdują się też inne lotniska jak Midway i
O’Hare.

## Historia

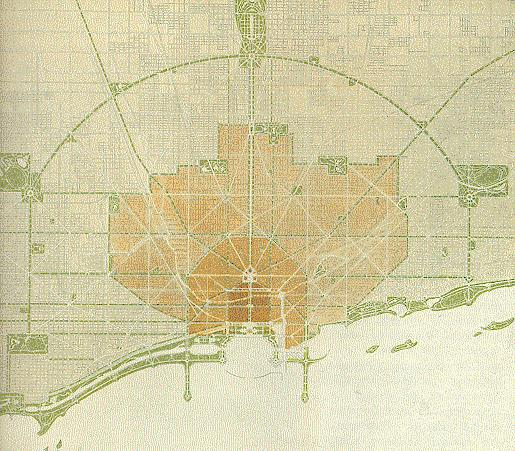
Burnhama Plan Chicago (1909) - strona północna z prawej

Wyspa Northerly jest pierwsza częścią planu, który zaprojektował Daniel Burnham w 1909. Plan ten przewidywał stworzenie kilku sztucznych wysepek, które miały być obsadzone drzewami, tworząc w ten sposób ciekawe i widokowe miejsce otwarte dla mieszkańców i turystów. Ostatecznie zbudowano tylko jedną wyspę spośród kilku, które przewidywał plan.
Główny budynek terminalu, który istnieje do dzisiaj, był obsługiwany przez Chicago Department of Aviation, w którym były biura, poczekalnia i kasy biletowe. Pas startowy był długości 1200 m, a szeroki na 46 m. Dodatkowo znajdowały się 4 stanowiska dla helikopterów w południowej części pasa startowego, natomiast koniec pasa startowego dla samolotów znajdował się blisko Adler Planetarium.

## Zamknięcie lotniska
W 1995 burmistrz Richard M. Daley zalecił zamknięcie lotniska i przekształcenie wyspy Northerly, która ma 304 000 m², w park. W 2001 kompromis został osiągnięty między miastem Chicago a władzami stanu Illinois i innymi grupami chcącymi zachować lotnisko przez następne dwadzieścia pięć lat. Jednakże zgody nie wyraził Senat Stanów Zjednoczonych. W związku z nieporozumieniem 30 marca 2003 roku burmistrz Daley wynajął prywatne firmy w celu zniszczenia pasa startowego. Akcja likwidacji pasa startowego z użyciem buldożerów odbyła się w środku nocy, bez powiadomienia Centralnej jednostki zarządzającej lotami. W rezultacie 16 samolotów będących wówczas na lotnisku znalazło się w tarapatach. Ostatecznie samoloty te opuściły lotnisko wykorzystując celowo niezniszczony odcinek drogi kołowania o długości 914 m.
Burmistrz przekonywał, że zamykając lotnisko uchronił centrum miasta przed ewentualnym atakiem terrorystycznym z użyciem samolotów podobnym do tego, jaki miał miejsce 11 września 2001 w New York. Przeciwnicy decyzji zamknięcia lotniska Meigs wskazywali, że Daley próbował zamknąć ten port lotniczy już od 1995 roku, a ataki z 11 września to tylko pretekst.
Grupy zainteresowane pozostawieniem lotniska skierowały sprawę do sądu, który zarządził, że lotnisko należy do miasta Chicago i że ostatecznie lotnisko będzie zamknięte. Miasto Chicago oskarżono i narzucono karę w wysokości 33 000 dolarów za niepowiadomienie przed zamknięciem lotniska (maksymalna kara jaka przewidywało prawo). Jednak tak niska kara była niewielkim pocieszeniem dla tych, którzy pragnęli zachować lotnisko.
17 września 2006 miasto zgodziło się zapłacić 33 000 dolarów grzywny jak również zapłacić $1 milion kary za zniszczenie lotniska.

## Obecnie

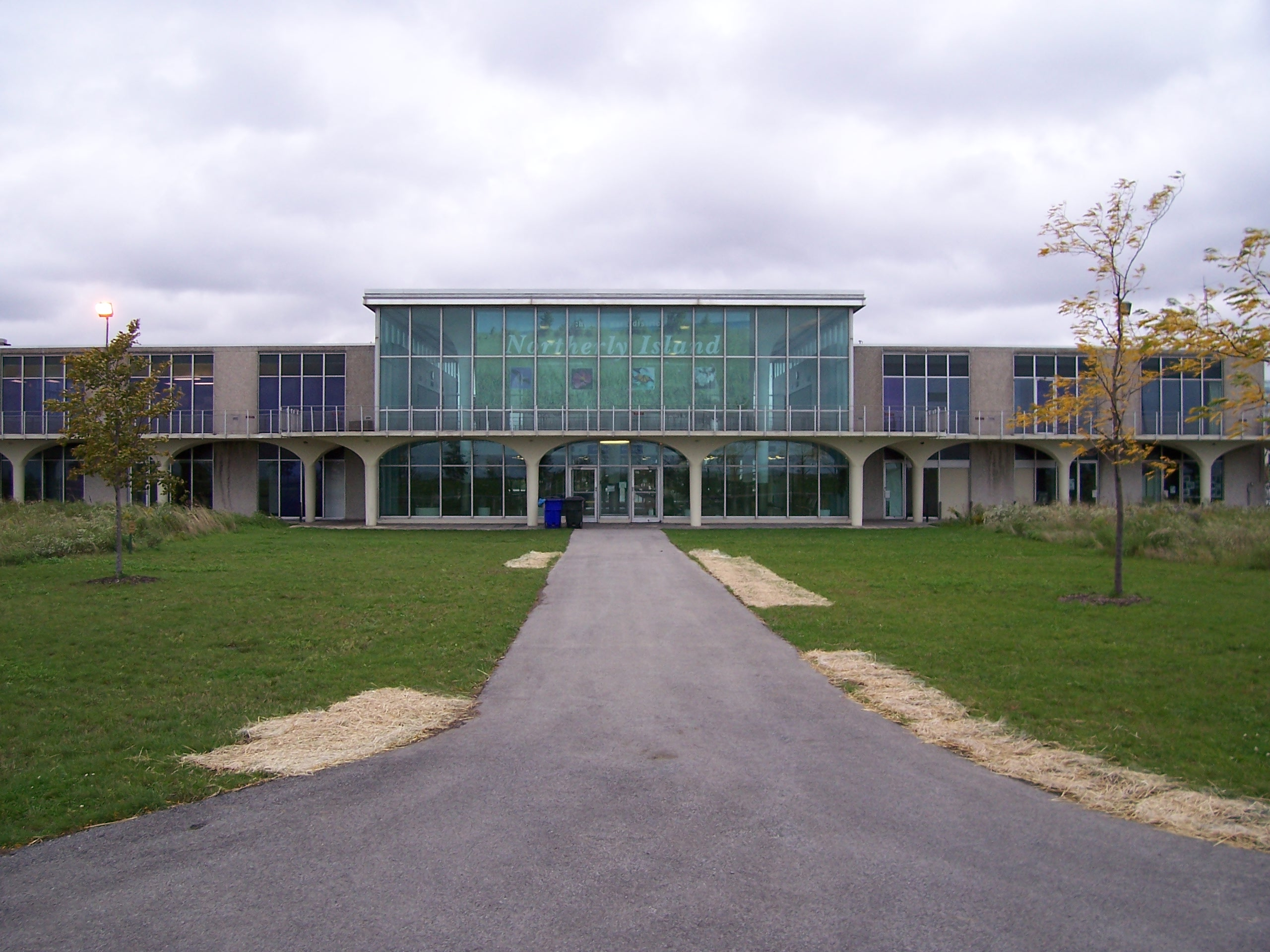
Budynek, który do czasu zamknięcia lotniska (marzec 2003) służył jako terminal

Od marca do sierpnia 2003 ekipy budowlane niszczyły Meigs Field. Wyspa Northerly jest teraz parkiem, w którym są ścieżki rowerowe i trasy do spacerowania.
W lutym 2006 ogłoszono otwarcie lotniska dla helikopterów. Wyspa ma też małą plażę o nazwie 12th Street Beach od nazwy ulicy, na wysokości której plaża się znajduje.